# Campeonato Mundial de X-Trial

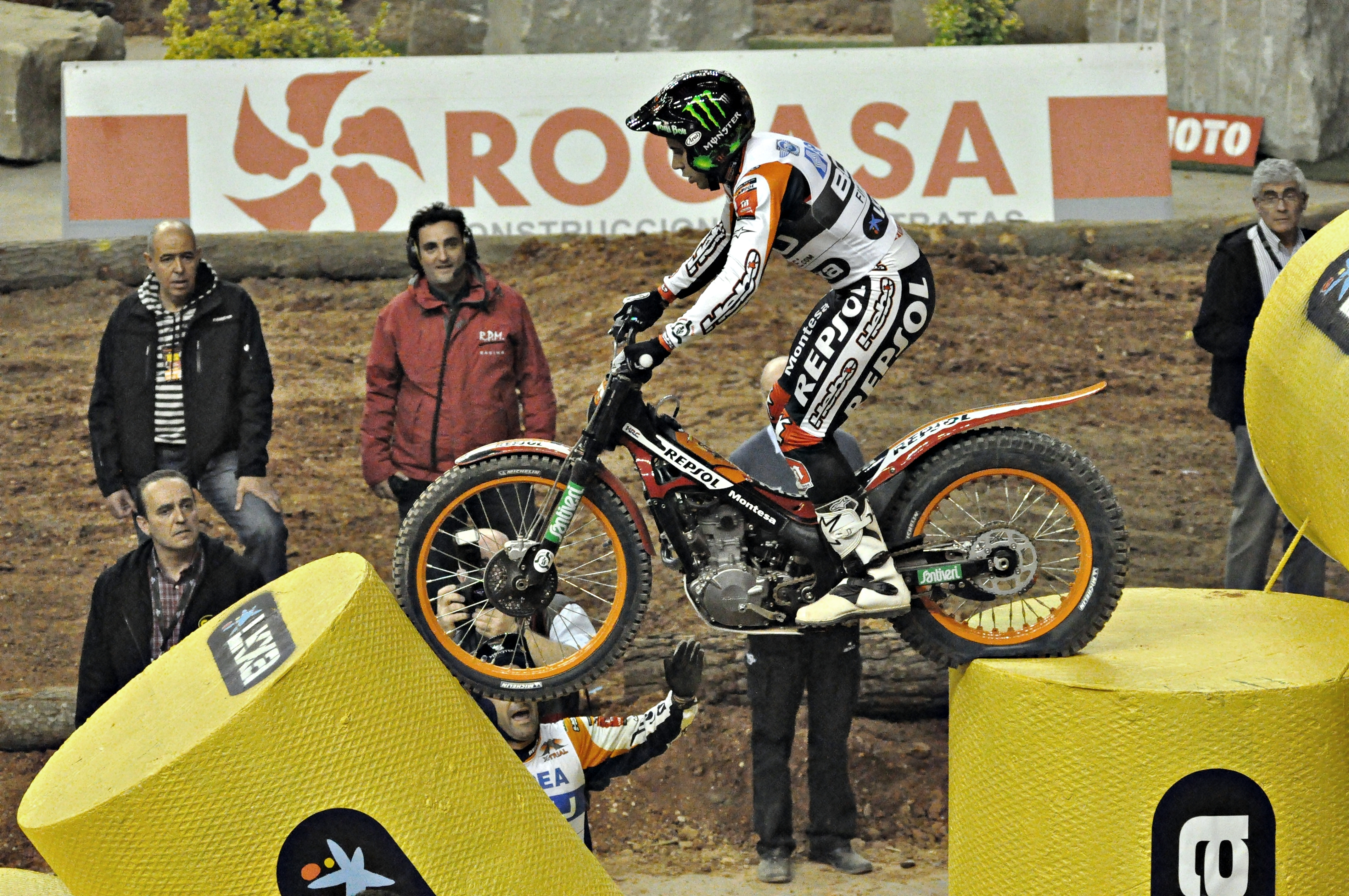
Toni Bou en el Campeonato Mundial de X-Trial de 2011.

El Campeonato Mundial de X-Trial es una competición de trial que se celebra desde 1993, primero con el nombre de Campeonato Mundial de Trial Indoor y actualmente como X-Trial. Paralelamente también se disputa el Campeonato Mundial de Trial.

## Palmarés
| Edición | Año  | Campeón          | País                    | Motocicleta  |
| ------- | ---- | ---------------- | ----------------------- | ------------ |
| I       | 1993 | Tommi Ahvala     | Bandera de Finlandia    | Aprilia      |
| II      | 1994 | Marc Colomer     | Bandera de España       | Beta         |
| III     | 1995 | Marc Colomer     | Bandera de España       | Beta/Montesa |
| IV      | 1996 | Marc Colomer     | Bandera de España       | Montesa      |
| V       | 1997 | Dougie Lampkin   | Bandera del Reino Unido | Beta         |
| VI      | 1998 | Dougie Lampkin   | Bandera del Reino Unido | Beta         |
| VII     | 1999 | Dougie Lampkin   | Bandera del Reino Unido | Beta         |
| VIII    | 2000 | Dougie Lampkin   | Bandera del Reino Unido | Montesa      |
| IX      | 2001 | Dougie Lampkin   | Bandera del Reino Unido | Montesa      |
| X       | 2002 | Albert Cabestany | Bandera de España       | Beta         |
| XI      | 2003 | Adam Raga        | Bandera de España       | Gas Gas      |
| XII     | 2004 | Adam Raga        | Bandera de España       | Gas Gas      |
| XIII    | 2005 | Adam Raga        | Bandera de España       | Gas Gas      |
| XIV     | 2006 | Adam Raga        | Bandera de España       | Gas Gas      |
| XV      | 2007 | Toni Bou         | Bandera de España       | Montesa      |
| XVI     | 2008 | Toni Bou         | Bandera de España       | Montesa      |
| XVII    | 2009 | Toni Bou         | Bandera de España       | Montesa      |
| XVIII   | 2010 | Toni Bou         | Bandera de España       | Montesa      |
| XIX     | 2011 | Toni Bou         | Bandera de España       | Montesa      |
| XX      | 2012 | Toni Bou         | Bandera de España       | Montesa      |
| XXI     | 2013 | Toni Bou         | Bandera de España       | Montesa      |
| XXII    | 2014 | Toni Bou         | Bandera de España       | Montesa      |
| XXIII   | 2015 | Toni Bou         | Bandera de España       | Montesa      |
| XXIV    | 2016 | Toni Bou         | Bandera de España       | Montesa      |
| XXV     | 2017 | Toni Bou         | Bandera de España       | Montesa      |
| XXVI    | 2018 | Toni Bou         | Bandera de España       | Montesa      |
| XXVII   | 2019 | Toni Bou         | Bandera de España       | Montesa      |
| XXVIII  | 2020 | Toni Bou         | Bandera de España       | Montesa      |
| XXIX    | 2021 | Toni Bou         | Bandera de España       | Montesa      |
| XXX     | 2022 | Toni Bou         | Bandera de España       | Montesa      |
| XXXI    | 2023 | Toni Bou         | Bandera de España       | Montesa      |
| XXXII   | 2024 | Toni Bou         | Bandera de España       | Montesa      |
| XXXIII  | 2025 | Toni Bou         | Bandera de España       | Montesa      |

## Victorias por pruebas
- Se han contabilizado todas las pruebas hasta Bilbao 2020.[1][2]

| N.º | Piloto            | Período   | Victorias |
| --- | ----------------- | --------- | --------- |
| 1   | Toni Bou          | 2006–2020 | 67        |
| 2   | Adam Raga         | 2002–2019 | 38        |
| 3   | Dougie Lampkin    | 1995-2004 | 36        |
| 4   | Marc Colomer      | 1994-2002 | 33        |
| 5   | Albert Cabestany  | 2002–2015 | 18        |
| 6   | Jordi Tarrés      | 1993-1995 | 13        |
| 7   | Tommi Ahvala      | 1993-1996 | 7         |
| 7   | Bruno Camozzi     | 1993-1997 | 7         |
| 9   | Steve Colley      | 1994-2001 | 4         |
| 10  | Diego Bosis       | 1993      | 3         |
| 11  | Marc Freixa       | 2002-2003 | 2         |
| 12  | Ángel García      | 1993      | 1         |
| 12  | Amós Bilbao       | 1994      | 1         |
| 12  | Joan Pons         | 1994      | 1         |
| 12  | Donato Miglio     | 1995      | 1         |
| 12  | Jean Luc Nictou   | 1996      | 1         |
| 12  | David Cobos       | 1998      | 1         |
| 12  | Takahisa Fujinami | 2004      | 1         |
| 12  | Jeroni Fajardo    | 2005      | 1         |
| 12  | Jaime Busto       | 2018      | 1         |